# Břetislav Horák
Břetislav Horák byl český a československý politik Komunistické strany Československa a poúnorový poslanec Národního shromáždění ČSR.

## Biografie
V roce 1948 se uvádí jako ředitel kontrolního odděleni Živnostenské banky.
Ve volbách roku 1948 byl zvolen do Národního shromáždění za KSČ ve volebním kraji Praha. V parlamentu zasedal až do konce funkčního období, tedy do voleb v roce 1954.
Od roku 1951 působil jako předseda městského (krajského) Akčního výboru Národní fronty v Praze. V této funkci se připomíná i v roce 1953.